# Harold Hopkins (Schauspieler)
Harold Douglas Hopkins (* 6. März 1944 in Toowoomba; † 11. Dezember 2011) war ein australischer Film- und Fernsehschauspieler.

## Leben
Hopkins wurde 1944 in der Stadt Toowoomba im australischen Bundesstaat Queensland geboren. Hier war er 1958 und 1959 Schüler der Toowoomba Grammar School. In den 1960er Jahren machte er eine Ausbildung als Schreiner und hatte auch mit Asbest zu tun, ohne eine Schutzmaske oder -kleidung zu verwenden. Zusammen mit seinem Zwillingsbruder John begann er eine Ausbildung am National Institute of Dramatic Art (NIDA) in Sydney, die er 1967 mit Erfolg abschloss.
Harold Hopkins wirkte in über 160 Episoden australischer Fernsehserien mit. In Deutschland wurde er durch die Rolle des Tauchers Steve Gabbo in der 1972 laufenden und besonders erfolgreichen Vorabendserie Barrier Reef bekannt, in der zum ersten Mal längere Unterwassersequenzen in Farbe gezeigt wurden. Hopkins war ebenfalls in 16 australischen Kinofilmen zu sehen. Für seine Rolle in dem 1980 gedrehten Film The Club wurde er für den Preis des Australian Film Institute nominiert.
2011 wurde bei Harold Hopkins ein Mesotheliom diagnostiziert, dessen Entstehung vermutlich durch Asbest, dem er in den 1960er Jahren ausgesetzt war, begünstigt wurde. Harold Hopkins bemühte sich zuletzt noch um eine Rolle bei der Neuverfilmung des Films Der große Gatsby von Baz Luhrmann, obwohl ihm bewusst war, dass er nicht mehr lange genug leben würde, um die Rolle zu spielen. Er starb im Alter von 67 Jahren am 11. Dezember 2011 in einem Hospiz im Sydneyer Stadtteil Wahroonga. Eine Ehefrau oder Kinder hinterließ er nicht.

## Filmografie (Auswahl)
- 1969: Das Mädchen vom Korallenriff (Age of Consent)
- 1976: Don’s Party
- 1977: The Picture Show Man
- 1980: The Club
- 1981: Gallipoli
- 1982: Monkey Grip
- 1984: Fantasy Man
- 1987: Das Jahr meiner ersten Liebe (The Year My Voice Broke)
- 2000 Top Secret – Zwei Plappermäuler in Australien (Our lips are seald)

## Fernsehserien (Auswahl)
- 1968: Motel
- 1972: Barrier Reef
- 2001: Outriders
- 2009: Underbelly: A Tale of Two Cities